# Hernáncobo
Hernáncobo es una entidad de población española del municipio de Monterrubio de la Sierra, perteneciente a la provincia de Salamanca, en la comunidad autónoma de Castilla y León.

## Toponimia
El lugar puede aparecer referido como «Hernáncobo» y «Hernancorbo».

## Historia
Hacia mediados del siglo XIX, el lugar era referido como una alquería ya perteneciente a Monterrubio de la Sierra. Aparece descrito en el noveno volumen del Diccionario geográfico-estadístico-histórico de España y sus posesiones de Ultramar de Pascual Madoz con las siguientes palabras:

HERNANCORBO: alq. agregada al ayunt. de Monterrubio de la Sierra en la prov. de Salamanca, part. jud. de Alba de Tormes (4 leg.). El terreno es bueno para pastos, y le baña un regato llamado de Mendigos. prod.: muchos pastos con los que se sostienen 800 cab. de ganado lanar y algunos cebones y camperos.
(Madoz, 1847, p. 178)

En 2023, la entidad singular de población tenía empadronados dos habitantes.